# Clemente Velázquez Medellín
Clemente Velázquez Medellín (Guadalupe, Zacatecas; 17 de noviembre de 1965). Es un político exmilitante del Partido de la Revolución Democrática (PRD) y del Partido Verde Ecologista de México (PVEM o PVE), actualmente del  Movimiento de Regeneración Nacional. Se desempeñó como Presidente Municipal de la localidad de Guadalupe desde septiembre de 2004 a febrero de 2007. Así como diputado local de la LIX Legislatura del Estado de Zacatecas.

## Biografía
Sus estudios los realizó en la Escuela Primaria Ramón López Velarde y la secundaria
en la Escuela federal J. Jesús González Ortega.
Sus padres, Leonardo Velázquez Navarro y Juana Medellín Carmona son originarios del Estado de Zacatecas, tuvo una infancia modesta en compañía de 12 hermanos y hermanas, su padre fue minero y secretario de trabajo del sindicato de mineros. También fue secretario general de los trabajadores de la Universidad Autónoma de Zacatecas y militar en el Ejército Mexicano por siete años.
Tiene tres hijos; Clemente, Ruth Anakaren y Oscar Leonardo de su matrimonio de 25 años con Lorena Saucedo.

## Carrera política
Incursionó en la política a través del transporte público. Cuando contaba con 16 años de edad ya ganaba su primera elección en el sindicato de Trabajadores del Volante Afiliados a la CTM, con la asesoría del Licenciado Guillermo Ulloa Carreón gente muy cercana de quien fuera gobernador del Estado de Zacatecas, Arturo Romo Gutiérrez.
En el año de 1985 fundó la delegación de Trabajadores del Volante en el Municipio de Guadalupe Zacatecas con la oposición de todas las organizaciones del Transporte tradicionales en el Estado, que en ese entonces que el gobierno en el país pertenecía a un solo partido político que era el PRI. Siempre luchando contra el acaparamiento y monopolio de las concecciones del transporte público, siendo emancipado en 1992 por el gobierno de Genaro Borrego Estrada y queriendo ingresar a las filas de las agrupaciones de Taxistas Concesionarios afiliados a la CTM sin poder realizarlo en virtud de la oposición de sus dirigentes y aprovechando una pequeña confrontación entre los mismos pudo afiliarse a la CNOP que presidía Raúl Carrillo Ayala.
En el año 2001 participó como precandidato a la presidencia municipal de Guadalupe, Zacatecas, en un proceso interno donde se tuvo un empate técnico con el diputado local Víctor Ledezma, sin embargo, por respeto a los acuerdos declinó a participar en una elección en las urnas.

### Funcionario de Gobierno del Estado
Designado el 11 de abril por el gobernador Ricardo Monreal Ávila, subdirector de Tránsito y Vialidad, habiendo generado una gran inconformidad entre los dirigentes tradicionales afiliados al PRI, fue necesaria la decisión del gobernador Monreal de nombrarlo director de Gobernación el 16 de mayo de 2001 y en septiembre del mismo año fue nombrado Director Estatal de Protección Civil y Bomberos, dependencia hasta entonces infuncional, la que a partir de su llegada se consolidó una institución con una relación interinstitucional que permitió la llegada de recursos para la atención de emergencias desastres derivados de los fenómenos naturales, renunciando a ella el 22 de enero de 2004 para participar en la contienda interna de su partido en busca de la Presidencia Municipal de Guadalupe.

### Campaña 2004
El 11 de febrero se dio a conocer el resultado de la encuesta a la que se habían sometido los precandidatos siendo beneficiado con el 27.5% de las preferencias. Una vez siendo candidato a la presidencia municipal de manera conjunta con la campaña al Gobierno del Estado se obtuvo un triunfo con contundencia con la resistencia de grupos y/o expresiones al interior del PRD.

### Presidente municipal
El 15 de septiembre tomo protesta como presidente municipal recibiendo una administración con una deuda histórica que maniataba por el término de 2 años, no llevar a cabo acciones para subsanar los compromisos institucionales. Sin embargo, la disciplina, la transparencia en el uso de los recursos fueron evidentes de tal forma que se fortalecieron con los servicios públicos básicos los sectores más olvidados, se instituyó el apoyo a las madres solteras el apoyo a los menores infractores, etc. y a la fecha es la primera administración en la historia que no sufre una sola toma de edificio, no existen observaciones por mal manejo de los recursos por parte de la Auditoría Superior del Estado.

### Diputado local de la LIX
El 2 de febrero de 2007 solicita licencia para competir en la elección interna del PRD para ser postulado candidato a diputado local siendo electo en las urnas el 27 de febrero de 2007 de una forma contundente. Una vez llevada a cabo la campaña fue elegido el 1 de julio de 2007 como diputado del IV Distrito Local de mayoría relativa con cabecera en Guadalupe, Zacatecas.
A partir de que tomó posesión el 7 de septiembre de 2007 y que fue nombrado presidente de la Comisión de Comunicaciones y Transportes, secretario de la Comisión de Seguridad Pública, Secretario de la Comisión de Vigilancia se presentó un programa de actividades como el de realizar foros para revisar la ley de Tránsito del Estado de Zacatecas concluyendo con la elaboración de una nueva Ley impulsada por los ciudadanos y siendo aprobada el 12 de diciembre de 2008, publicada el 17 de enero de 2009 y entrando en vigencia el 18 de abril del mismo año.
Fue nombrado presidente de la Comisión de Seguridad Pública fortaleciendo al poder judicial con las leyes necesarias para la modernización y aplicación de justicia en el Estado de Zacatecas.

### Renuncia del PRD
El viernes 19 de febrero de 2010 siendo Diputado local por el IV distrito electoral del municipio de Guadalupe, presentó su renuncia al Comité Estatal del Partido de la Revolución Democrática, a través de un oficio en el cual, agradece a este Instituto Político, las oportunidades que le fueron otorgadas para su desarrollo político.
Asimismo en ese tenor admite que como militante del Partido de la Revolución Democrática, se ha desempeñado en diversos cargos de la administración pública zacatecana, ante ello, queda claro que el paso por estas responsabilidades sociales, ha constituido y representa un gran compromiso, más, y ejemplifica de alguna manera el respaldo social que a través de nuestro acontecer diario se nos muestra.
Ha sido candidato a Presidente Municipal de Guadalupe (Zacatecas) por la coalición PRI-PVEM-Panal en 2010, y por el Movimiento de Regeneración Nacional en 2016.